# Saint-Laurent-en-Caux
Saint-Laurent-en-Caux é uma comuna francesa na região administrativa da Normandia, no departamento de Sena Marítimo. Estende-se por uma área de 6,47 km². Em 2010 a comuna tinha 772 habitantes (densidade: 119,3 hab./km²).